# Olof Grasenius
Gustaf Olof Grasenius, född 25 maj 1908 i Karlsborg, död 4 oktober 1984 i Alingsås, var en svensk folkskollärare och målare.
Han studerade konst för Gotthard Sandberg i Falsterbo 1942 och vid Academie Lhote i Paris 1949 dessutom bedrev han självstudier under resor till bland annat England, Frankrike, Nederländerna, Danmark och Norge 1938-1949. Han medverkade ett flertal gånger i samlingsutställningar med Göteborgs konstförening på Göteborgs konsthall och med Borås och Sjuhäradsbygdens konstförening samt Alingsås konstcirkel. Hans konst består av stilleben, figurer och landskapsskildringar i olja eller akvarell.